# Feliu de Girona (diaca)
Feliu, diaca de Girona és un sant venerat a l'Església catòlica. Segons la tradició era diaca del bisbe de Girona Sant Narcís, i amb ell va rebre martiri. La seva festivitat se celebra el 18 de març.
La seva figura, sense existència real, és el producte d'una duplicació de personalitat hagiogràfica. Al segle ix, arran d'una confusió, Adó de Borgonya, en redactar un martirologi amb la llegenda de Santa Afra d'Augsburg, va crear un desdoblament del sant real Narcís de Jerusalem, que va donar lloc a la creació de la figura de Sant Narcís de Girona. Amb el temps, el fet que les suposades restes de Sant Narcís fossin enterrades a l'església de Sant Feliu va fer que es pensés que tots dos havien mort junts i que, en ser Narcís bisbe, Feliu hauria d'ésser-ne subordinat. Així es va crear el diaca company del bisbe: Feliu o Fèlix, el nom del qual s'havia confós amb el real sant gironí Sant Feliu màrtir.
Es tracta doncs, d'un sant inexistent, la llegenda del qual és paral·lela i dependent de la de Sant Narcís, i que no s'ha de confondre, tot i que també és màrtir i de Girona, amb la de Sant Feliu màrtir, sant africà, màrtir al final del segle iii.

## Llegenda
La vida llegendària del sant diaca Feliu de Girona es forma a partir de la llegenda de la conversió de Santa Afra. Segons la tradició, havia nascut a la ciutat de Girona i va ser nomenat diaca pel bisbe Narcís. Amb ell, fugint de les persecucions, va marxar a terres germàniques, on Narcís va convertir Santa Afra i les seves companyes.
Van tornar d'Augsburg i, a Girona, continuà com a diaca del bisbe. L'any 307, mentre Narcís deia missa a l'església de Sant Fèlix, tots dos van ser morts per un grup de pagans que els apunyalà; era el 18 de març.
Les seves preteses restes van ser retrobades, amb les del bisbe, cap al segle ix. La llegenda diu que Carlemany va traslladar-ne el cos fins a París, on quedà en una església.

## Veneració
El culte al sant a Girona no comença fins entrat el segle x, sempre vinculat al de Sant Narcís. Pel fet d'haver estat mort a l'església de Sant Feliu i per la coincidència del nom, es va anar donant un procés de confusió entre la figura real del màrtir africà i la del diaca llegendari. La iconografia posterior els confon, vestint el màrtir amb dalmàtica de diaca.
No obstant això, les festivitats dels dos Fèlix de Girona sempre es van mantenir separades.